# اندر گونلو
اندر گونلو (انگلیسی: Ender Günlü؛ زادهٔ ۹ مهٔ ۱۹۸۴) بازیکن فوتبال اهل ترکیه است.
از باشگاه‌هایی که در آن بازی کرده‌است می‌توان به باشگاه فوتبال توران تووز و باشگاه فوتبال آزال باکو اشاره کرد.